# 大临铁路
大临铁路，是中国云南省境内连接大理市和临沧市的国铁I级电气化客货运输单线铁路。线路全长202.095公里，最高时速160公里，设车站19座，其中客运站5座，于2020年12月30日开通运营。

## 技术概况
线路东起大理州大理市，经大理州巍山县、南涧县，跨越澜沧江、穿过无量山后经云县进入临沧市临翔区。新建17个车站，改建大理站。近期开放9个站。其中巍山、云县为中间站，大理为接轨站，临沧为区段站。
机车牵引：客车HXD3D，货车HXD2。牵引质量3000吨。到发线有效长度650m，预留850m（双机880m）。
全线桥梁共69座20.636km，隧道35座155.692km，桥隧里程共176.328km，占线路总长的87.25％。由于沿线地质复杂，多个隧道中施工时都经历了坍塌和涌水危情。
| 名称         | 位置   | 位置          | 长度（米） | 动工          | 完工           | 施工单位                      | 备注 |
| ------------ | ------ | ------------- | ---------- | ------------- | -------------- | ----------------------------- | --- |
| 红豆山隧道   | 临沧市 | 凤庆县 云县   | 10616      | 2016年5月     |                | 中铁十局                      | 隧道经过区域有二氧化碳、硫化氢等8种有害有毒气体，所遇到的情况是全中国隧道施工中首次遇到的。 涌水量达4万立方米/天。最大埋深1020m |
| 三家村隧道   | 大理州 | 南涧县        | 1413       |               | 2017年11月28日 | 中铁十二局                    | 断层多 |
| 瓦怒卜河大桥 |        |               |            |               |                |                               | |
| 富密隧道     |        |               | 3554       |               | 2019年9月14日  | 中铁十二局                    | [ 8 ] |
| 乐秋隧道     |        |               | 4322       |               | 2019年9月16日  | 中铁十二局                    | [ 9 ] |
| 大麦地隧道   |        |               | 11650      |               |                | 中铁一局                      | |
| 林保山隧道   | 大理州 | 巍山县 南涧县 | 14076      | 2016年4月14日 |                | 中铁五局 中铁十二局           | [ 10 ] [ 11 ] |
| 明通隧道     |        |               |            |               |                | 中铁十局                      | 穿过的区域为高山和峡谷 |
| 澜沧江大桥   | 临沧市 | 云县 景东县   | 431.6      | 2016年10月    | 2019年9月24日  | 中铁十二局                    | 跨过澜沧江漫湾水电站区域。最大墩高76m。双线大桥。墩跨102+188+102预应力混凝土连续刚构桥。                                        |
| 新华隧道     |        |               | 12332      |               |                | 中铁十二局                    | [ 16 ] |
| 若巴谷大桥   |        |               |            |               |                | 中铁十二局                    | [ 16 ] |
| 必雄隧道     |        |               | 1080       |               | 2018年12月22日 | 中铁十二局                    | [ 17 ] |
| 白石头隧道   | 临沧市 | 云县          | 9375       |               | 2020年8月1日   | 中铁十七局 中国铁路昆明局集团 | [ 18 ] |
| 兴家地隧道   | 临沧市 | 云县          | 1190       | 2016年5月     | 2019年5月14日  | 中铁十七局                    | [ 19 ] |
| 勐麻2号隧道  |        |               | 253        |               | 2017年1月17日  |                               | [ 20 ] |
| 杏子山隧道   |        | 南涧县        | 8817       | 2015年12月    | 2020年9月10日  | 中铁十二局                    | 穿过无量山的五条断层，围岩极软，岩溶发育，I级高风险隧道。最大埋深719m                                                           |

### 红豆山隧道
红豆山隧道有5764米的区间为有害气体极高度危险区域，出现的危险气体包括一氧化碳、硫化氢等8种气体。此外，隧道内还遇到了近40摄氏度的高温区域。在建设此隧道过程中，施工单位和相关研究人员共形成4项施工工法、10项专利。

### 林保山隧道
林保山隧道穿过的区域为高山和峡谷，出入通道极少，这给物资的运输带来了很多麻烦；为此，中铁十二局第4工程公司花了半个月时间修建了一条便道。

## 历史
2014年9月4日，国家发改委批准项目建议书。2015年8月19日国家发改委批准项目可行性研究。2015年9月30日中国铁路总公司和云南省人民政府批复项目初步设计。2015年11月4日中国铁路总公司批复了施工图。大临铁路工程于2015年12月28日正式开工。建设单位为昆明铁路局滇西指挥部。初期本线的货运能力预计为180万吨/年。